# Orthocraspis leptoplasta
Orthocraspis leptoplasta är en fjärilsart som beskrevs av Turner 1920. Orthocraspis leptoplasta ingår i släktet Orthocraspis och familjen trågspinnare. Inga underarter finns listade i Catalogue of Life.